# Gastromyzontidae
Famille
Les Gastromyzontidae ou « loches de rivière » sont une famille de poissons de l’ordre des Cypriniformes. Les Gastromyzontidae sont une famille de loches indigènes à la Chine et l'Asie du Sud. Ils se rencontrent généralement dans les ruisseaux et les rivières avec un courant rapide. La famille comprend environ 137 espèces répartie dans dix-huit genres. Cette famille a été ressuscitée par M. Kottelat dans son examen et la révision des loches en 2012.

## Liste des genres
Selon FishBase (09 juillet 2015):
- Famille non encore reconnu par FishBase.

### Note
Selon M. Kottelat, (2012):
- Annamia Hora, 1932
- Beaufortia Hora, 1932
- Erromyzon Kottelat, 2004
- Formosania Ōshima, 1919
- Gastromyzon Günther, 1874
- Glaniopsis Boulenger, 1899
- Hypergastromyzon T. R. Roberts, 1989
- Katibasia Kottelat, 2004
- Liniparhomaloptera P. W. Fang, 1935
- Neogastromyzon Popta, 1905
- Paraprotomyzon Pellegrin & P. W. Fang, 1935
- Parhomaloptera Vaillant, 1902
- Plesiomyzon C. Y. Zheng & Yi-Yu Chen, 1980
- Protomyzon Hora, 1932
- Pseudogastromyzon Nichols, 1925
- Sewellia Hora, 1932
- Vanmanenia Hora, 1932
- Yaoshania Jian Yang, Kottelat, J. X. Yang & X. Y. Chen, 2012[3]

## Galerie

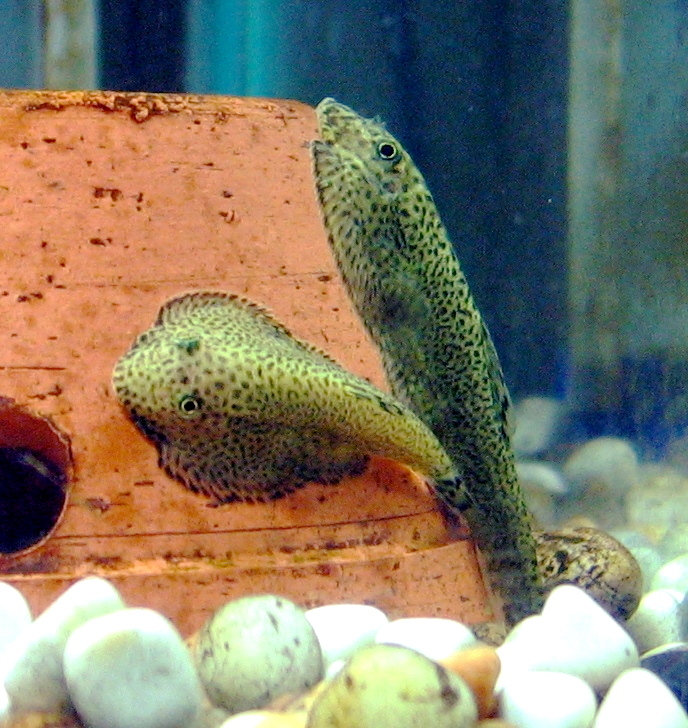
Beaufortia kweichowensis
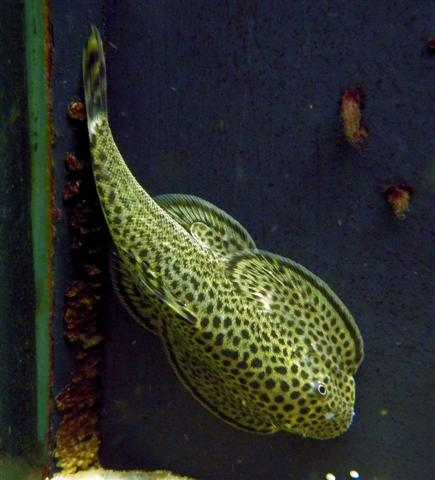
Beaufortia leveretti
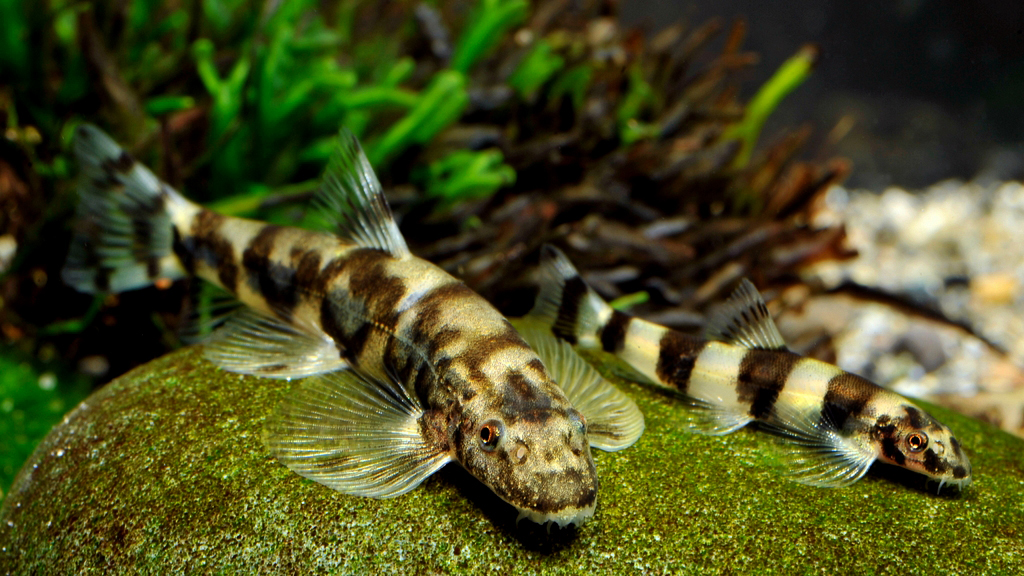
Plesiomyzon baotingensis
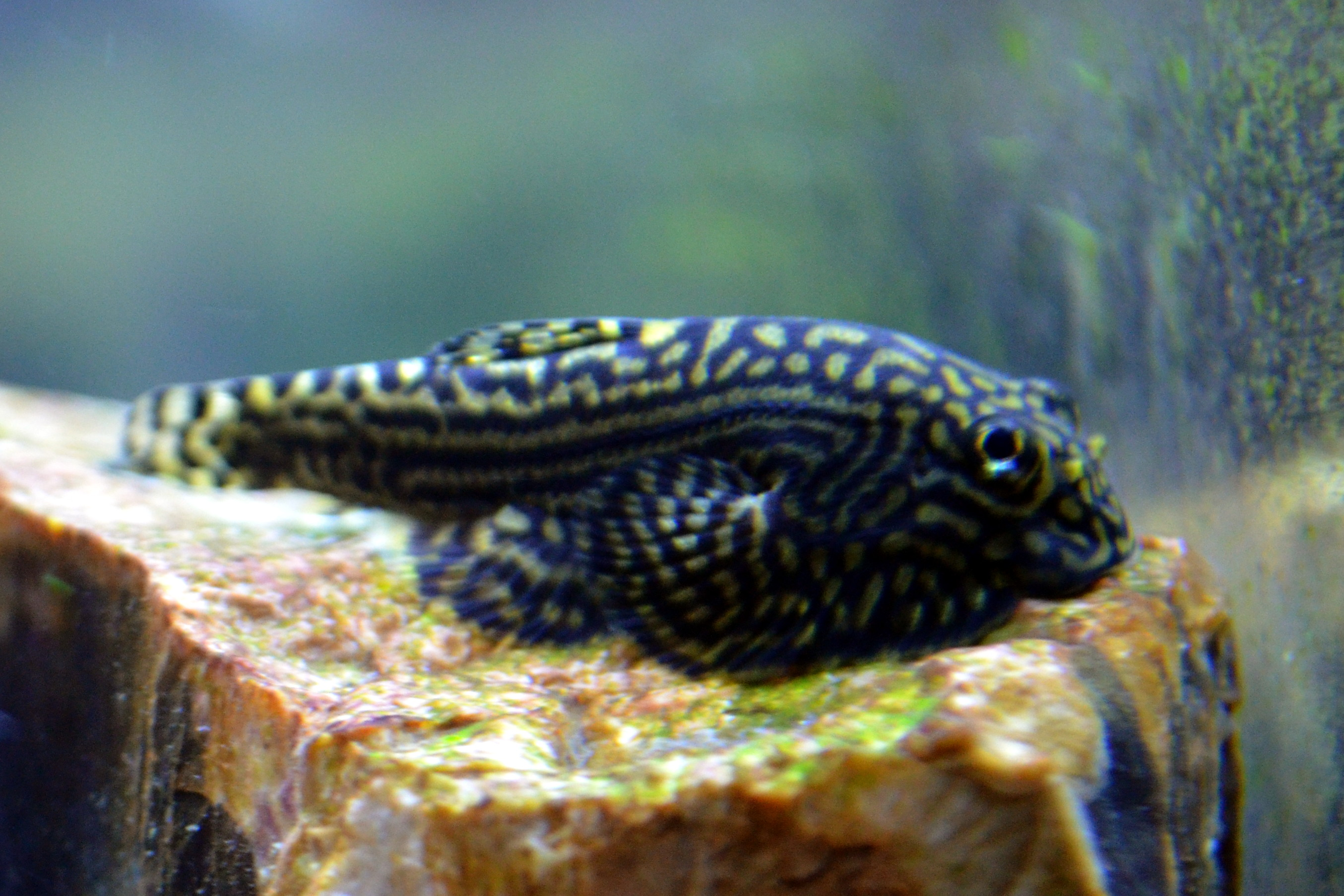
Sewellia lineolata